# La llegenda dels perduts
La llegenda dels perduts (títol original en anglès Legend of the Lost) és una pel·lícula estatunidenca i italiana dirigida per Henry Hathaway i estrenada l'any 1957.	

## Argument
Narra l'odissea de dos aventurers, un adinerat americà i un guia, que busquen d'un fabulós tresor
que es troba en una ciutat ara submergida sota les sorres del desert del Sàhara. En el seu camí
troben a una esclava que ha aconseguit escapar dels seus perseguidors.

## Repartiment
- John Wayne: Joe January
- Sophia Loren: Dita
- Rossano Brazzi: Paul Bonnard
- Kurt Kasznar: el prefecte Dukas
- Sonia Moser: una noia
- Angela Portaluri: una noia
- Ibrahim El Hadish: Galli Galli